# Línea 20 (Santa Fe)
La línea 20 es una línea de transporte urbano de pasajeros perteneciente al Gobierno de la Ciudad de Santa Fe, Argentina. Este servicio se inauguró el día lunes 17 de abril del 2017. La concesión del servicio está a cargo de ERSA Urbano. En sus 11 kilómetros conecta los barrios Candioti Norte y Sur con el Centro pasando por el Puerto.

## Recorrido

### Línea 20
Servicio diurno y nocturno - De 4:00 a 0:00.
Recorrido: Avellaneda – Juan del Campillo – Mitre – Balcarce – Marcial Candioti – Alem – Puerto de Santa Fe – Alem – 27 de Febrero – Salta – Plaza del Soldado – Francia – Mendoza - Rivadavia - Tucumán - 27 de Febrero – Puerto de Santa Fe – Necochea – Castellanos- Alberdi -Iturraspe – Güemes – Castellanos – parada.

### Combinación
Con líneas 1, 2, 3, 8, 9, 10, 11, 15 y 18. 
Ya están establecidas cada una de las paradas y se podrán consultar en el sistema Cuándo Pasa como sucede con las obras líneas del transporte público.